# Hermínia (gens)
Hermínia (em latim: Herminia, pl. Herminii) era uma antiga família patrícia em Roma . Os primeiros membros dessa gens aparecem durante a primeira guerra entre a República Romana e os etruscos, por volta de 508 até 448 a.C. Dois membros da família ocuparam a posição de cônsul, Tito Hermínio Aquilino em 506 a.C., e Lárcio Hermínio Coritinesano em 448.

## Origem
Os antiquários romanos consideravam os Hermínios como uma família de origem etrusca. O poeta e orador romano, Tibério Cácio Ascônio Sílio Itálico, menciona um pescador etrusco com este nome. Os Hermínios foram uma das únicas famílias romanas conhecidas por terem usado distintamente o prenome etrusco. Contudo, nas tradições relativas à a Horácio e dos seus companheiros na Ponte Sublício, Tito Hermínio parece representar a antiga tribo dos Titienses, o elemento sabino do povo romano. Vários nomes Sabine e osca começam com a sílaba Her-.

## Prenomes
Os prenomes associados aos Hermínios são Tito e Lárcio Algumas fortes dizem que os prenomes Espúrio ou Lúcio no lugar de Lars.

## Ramos e cognomes
Os únicos Hermínios que aparecem nos fastos consulares traziam o cognome Aquilino, aparentemente derivado de aquila, uma águia.

## Membros
- Tito Hermínio Aquilino, cônsul em 506 a.C.; morreu na Batalha do Lago Regilo, por volta de 498 a.C..[10][11][12]
- Lárcio Hermínio Coritinesano, cônsul em 448 a.C..[13][14]